# Заплавний ліс

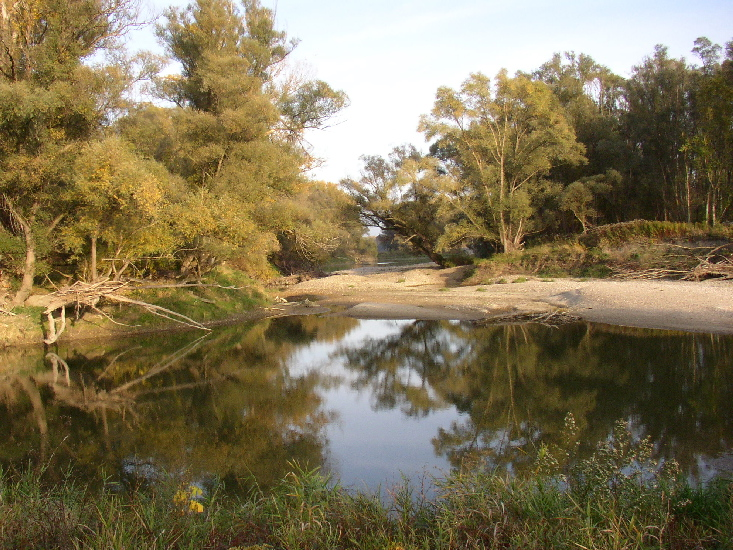
Національний парк Дунай-Ауен біля Шенау-ан-дер-Донау

Заплавний ліс — природне рослинне угруповання уздовж струмків і річок. Заплавні ліси є азональними лісовими угрупованнями, які зазнають сильного впливу паводків і високих рівнів ґрунтових вод. Це дозволяє відрізнити заплавний ліс від постійно вологого болотного лісу та від заболоченого лісу, який час від часу висихає.
Заплавні ліси зустрічаються по всьому світу в усіх сприятливих для лісів кліматах. Через постійну зміну формуючих факторів середовища вони містять велику кількість екологічних ніш на дуже малому просторі, так що їх біологічне різноманіття зазвичай набагато більше, ніж у сусідніх наземних біотопах або в зоні рослинності, в якій вони розташовані. У Центральній Європі вони часто є останніми притулками для зникаючих видів. Умови зростання в заплавних лісах кращі, ніж в інших місцях існування завдяки постійному водопостачанню. У заплавах прохолодних помірних широт це можна побачити в структурних особливостях, які нагадують тропічні ліси: з їхньою тісно переплетеною мозаїкою водойм, боліт і сезонних зон затоплення, вони демонструють високу продуктивність біомаси, мають багато ліаноподібних в'юнких рослин (таких як ломиніс і плющ), а деякі види дерев утворюють опорне коріння (білий в'яз і чорна тополя).

## Опис біотопу
Якщо місце розташування часте або тривале, високе і зазвичай має швидкий стік води (100—200 днів на рік), утворюється хвойна заплава. У разі більш коротких або менш частих паводків з низькою швидкістю течії на більшій відстані від центру потоку утворюється твердолиста заплава. Великі листяні заплави, таким чином, зустрічаються лише у великих річкових долинах. У рідкісних і нерегулярних паводках зустрічаються типи лісу, які зустрічаються і поза заплавою, наприклад дубово-грабовий ліс. Через чутливість бука до заболочування у заплавах відсутні звичайні букові ліси, які переважають у Центральній Європі (хоча заплавні ліси, багаті буком, можуть бути винятковими, якщо ґрунтовий субстрат піщаний і частота затоплення не надто висока; у цьому випадку рівень ґрунтових вод падає дуже швидко після повені).
Натомість уздовж струмків і невеликих річок із переважно вузькими заплавами та коротшими періодами затоплення є вільхово-ясеневі ліси, що сягають до ватерлінії, у нижніх висотах з чорною вільхою, заміненою сірою вільхою в Альпах і вищих низьких гірських хребтах (флористично ці вільхово-ясеневі ліси схожі на листяні заплавні ліси).